# Craspedolcus vagatus
Craspedolcus vagatus är en stekelart som först beskrevs av Smith 1858.  Craspedolcus vagatus ingår i släktet Craspedolcus och familjen bracksteklar. Inga underarter finns listade i Catalogue of Life.